# Stefan Gruhner
Stefan Gruhner (ur. 23 października 1984 w Schleiz) – niemiecki polityk, działacz Unii Chrześcijańsko-Demokratycznej (CDU), minister w rządzie Turyngii. 

## Życiorys
W 2003 roku zdał egzamin maturalny, po czym odbył zasadniczą służbę wojskową. W latach 2004–2010 studiował nauki polityczne i historię na Uniwersytecie im. Fryderyka Schillera w Jenie, kończąc studia egzaminem państwowym.
W latach 2010–2013 pracował jako referent ds. polityki programowej w krajowej centrali CDU w Turyngii. Następnie, od 2013 do 2014 roku, był osobistym referentem ówczesnej premier Turyngii Christine Lieberknecht. W latach 2016–2017 kontynuował edukację w zakresie zarządzania, uzyskując tytuł MBA w Szkole Wyższej Quadriga w Berlinie. 
Od 2020 do 2022 roku kierował działem ds. przyszłości partii ludowej, koordynacji między szczeblami federalnym i krajowymi oraz stosunków międzynarodowych w centrali CDU w Berlinie. Następnie w latach 2022–2023 był referentem w Przedstawicielstwie Wolnego Kraju Turyngia przy rządzie federalnym, a w latach 2023–2024 pełnił funkcję dyrektora biura klubu parlamentarnego CDU w landtagu Turyngii. Do CDU wstąpił w 2002 roku. W latach 2004–2020 był członkiem rady powiatu Saale-Orla. W latach 2014–2019 zasiadał w landtagu Turyngii.
13 grudnia 2024 roku objął urząd ministra ds. federalnych i europejskich, sportu i wolontariatu oraz szefa Kancelarii Stanu Turyngii. Tego samego dnia został członkiem Bundesratu.

## Życie prywatne
Jest kawalerem i wyznaje protestantyzm.